# Hans Sitt
Jan Hanuš Sitt, conocido simplemente como Hans Sitt (Praga, 21 de septiembre de 1850 - Leipzig, 10 de marzo de 1922), fue un compositor y director de orquesta checo. 
Hijo de un constructor de violines, estudió en el Conservatorio de Praga y en 1867 entró como violín solista en la orquesta del teatro de Breslavia, que dirigió más tarde, como también los de Praga y Chemnitz. Posteriormente, organizó los conciertos populares de Leipzig; en 1883 fue nombrado profesor del conservatorio de dicha ciudad, donde tuvo alumnos destacados como Jakob Kostakovsky. Formó parte como viola del cuarteto Brodsky. 
Finalmente, de 1885 a 1903 dirigió la Sociedad Bach. Sus numerosas composiciones, muy numerosas, comprenden melodías vocales, piezas para piano, varios conciertos y otros fragmentos para violín; dos conciertos para viola y dos para violonchelo; la apertura Don Juan de Austria; Hohenzollern und Oranien, para barítono, coro y orquesta, y coros para voces de hombre.